# Édifice de la Douane
L'édifice de la Douane est un immeuble de bureaux situé à Québec. Il est la propriété de Services publics et Approvisionnement Canada.

## Description

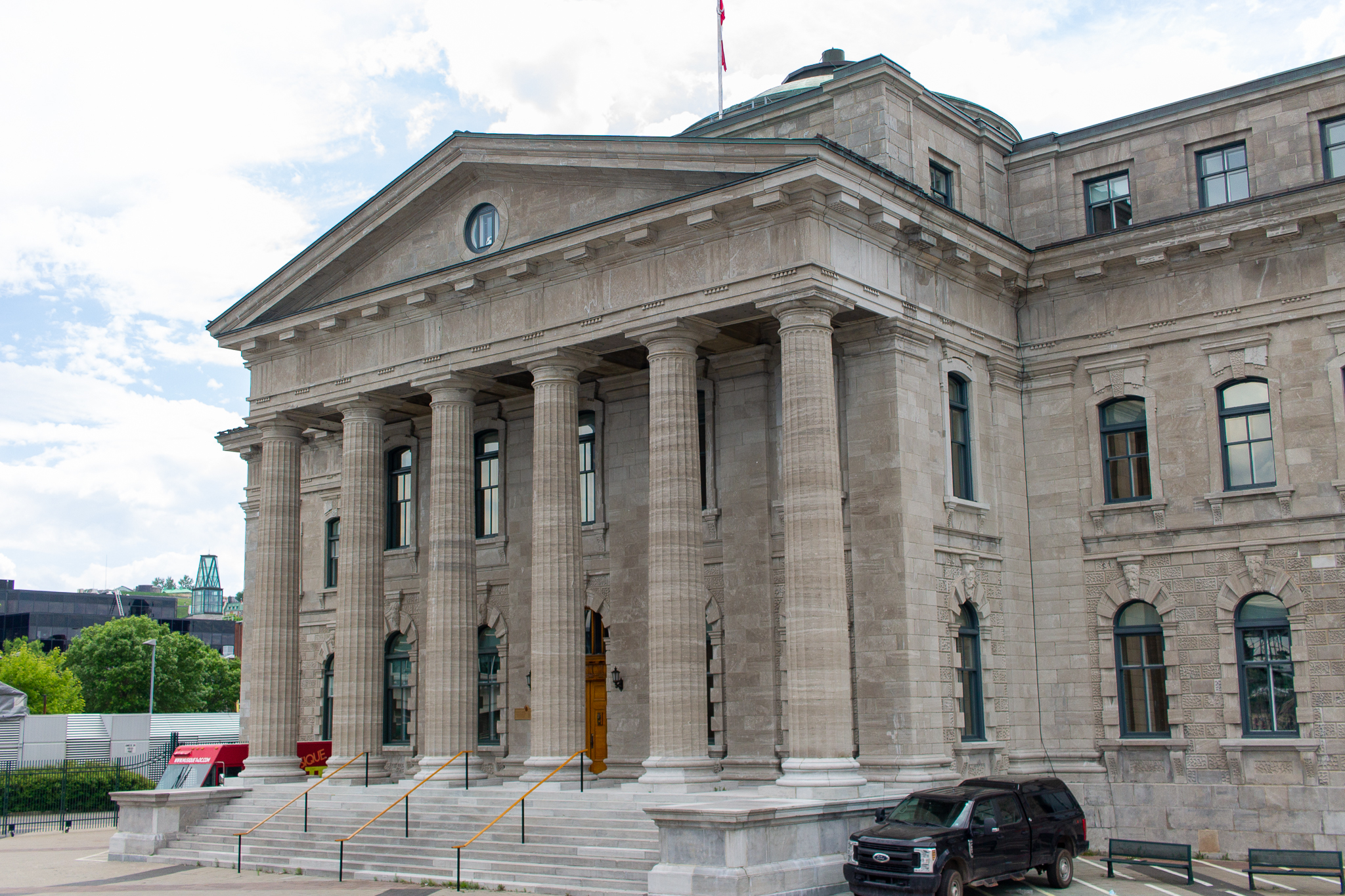
Avant-corps de l'édifice de la Douane

De style néo-classique, les façades du bâtiment sont construites en pierre de taille. Son toit en tôle galvanisée à baguettes est constitué de deux versants droits. L'édifice possède un plan cruciforme irrégulier avec un corps principal rectangulaire et deux ailes. En façade, l'avant-corps est composé de 6 colonnes doriques à tambour surmontées d'un fronton. L'édifice est couronné par une tour-lanterne surmontée d'un dôme.
L'intérieur est de style Beaux-Arts et inclut du marbre, du granit et des boiseries.
Construit lors de la période d'âge d'or du port de Québec, son architecture monumentale symbolise la « prospérité économique du pays et de la ville de Québec » au XVIIIe siècle grâce au commerce du bois carré.

## Histoire

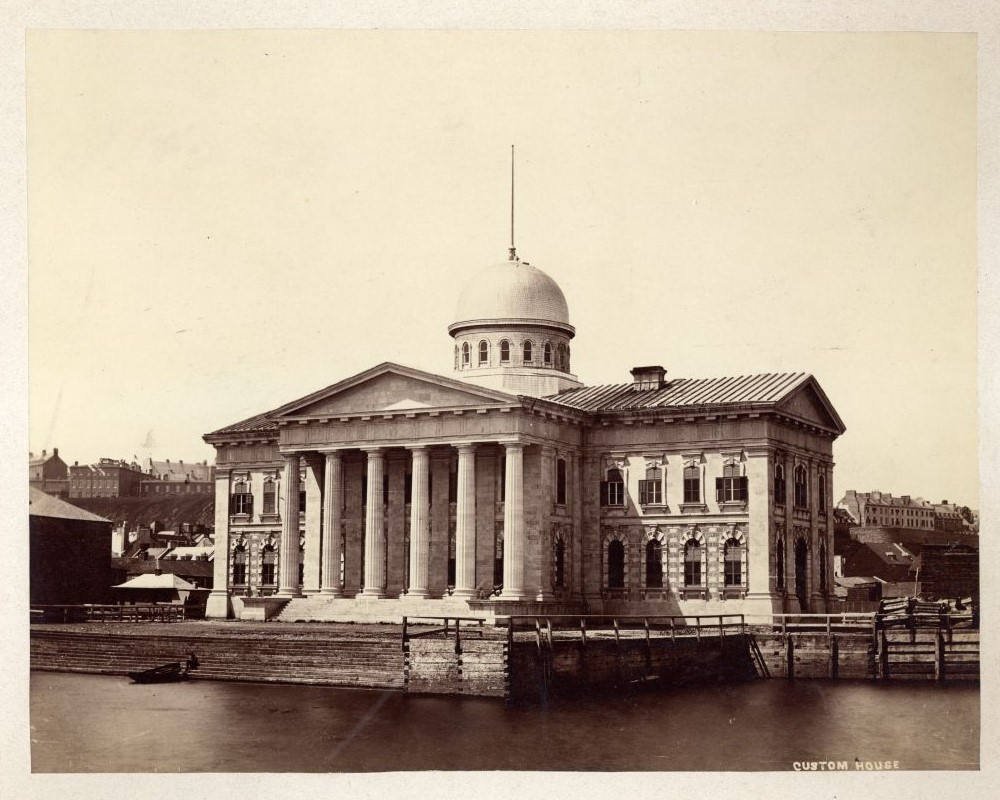
L'édifice vers 1880.

Sa construction débute en 1856 afin de remplacer l'ancien édifice de la douane de Québec, construit à peine 25 ans plus tôt mais ne suffisant pas à la demande face à la croissance du port de Québec. Les travaux sont menés par l'entrepreneur Thomas McGreevy selon les plans de l'architecte William Thomas. Ils sont suspendus en 1857 en raison d'un dépassement des coûts, reprennent en 1858 et se terminent en 1860.
Un incendie survient en 1864. Une partie du toit s'effondre et l'intérieur de l'édifice est détruit. Les travaux de reconstruction sont achevés en 1866. Le feu ravage de nouveau le bâtiment le 16 octobre 1909.
En 1972, l'édifice est déclaré « bien culturel national » par la Commission des lieux et monuments historiques du Canada. Il est restauré dans les années précédant l'événement Québec 1984. L'agora du Vieux-Port est construite durant cette même occasion tout juste devant l'édifice.

## Galerie

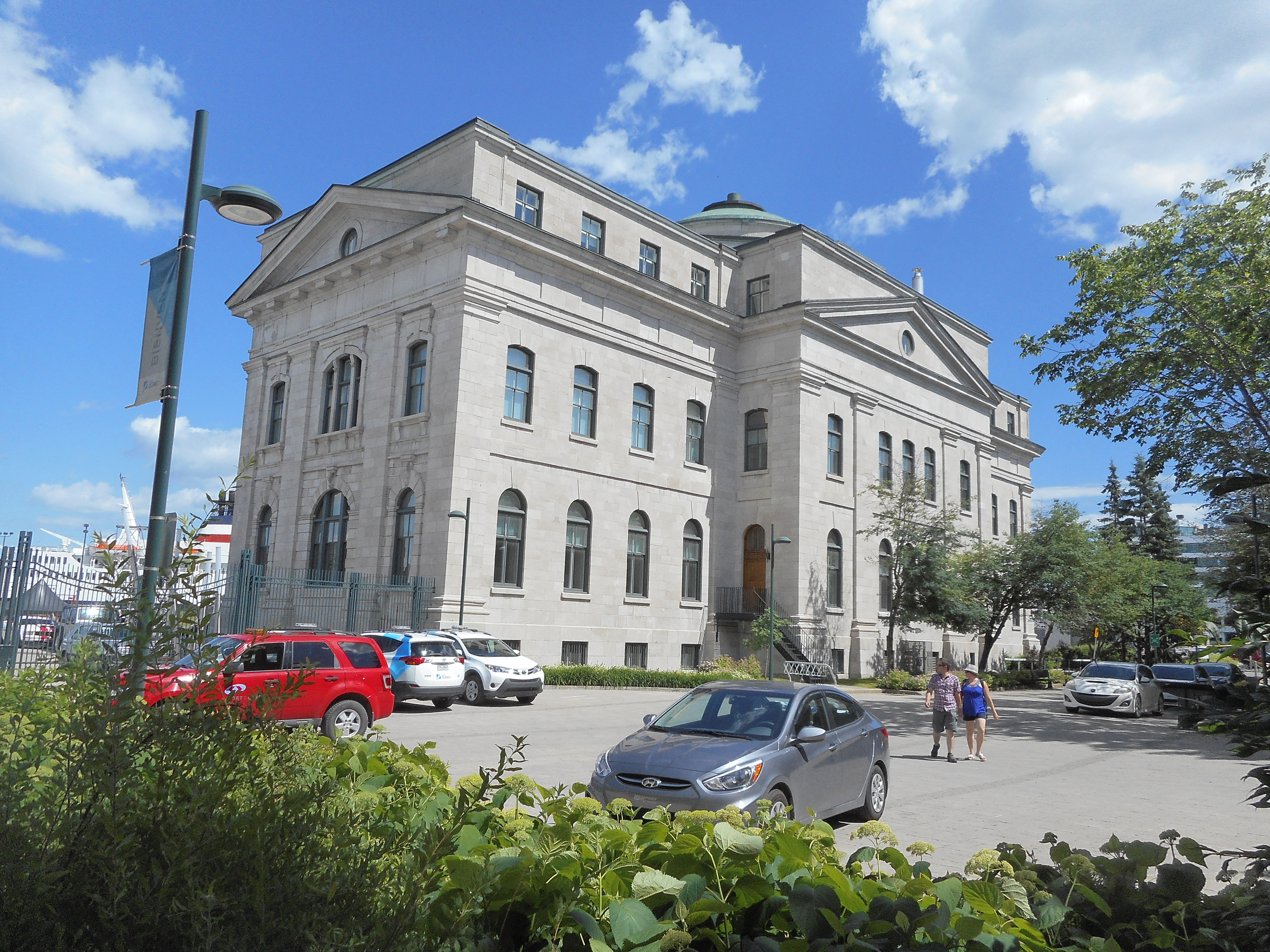
Arrière
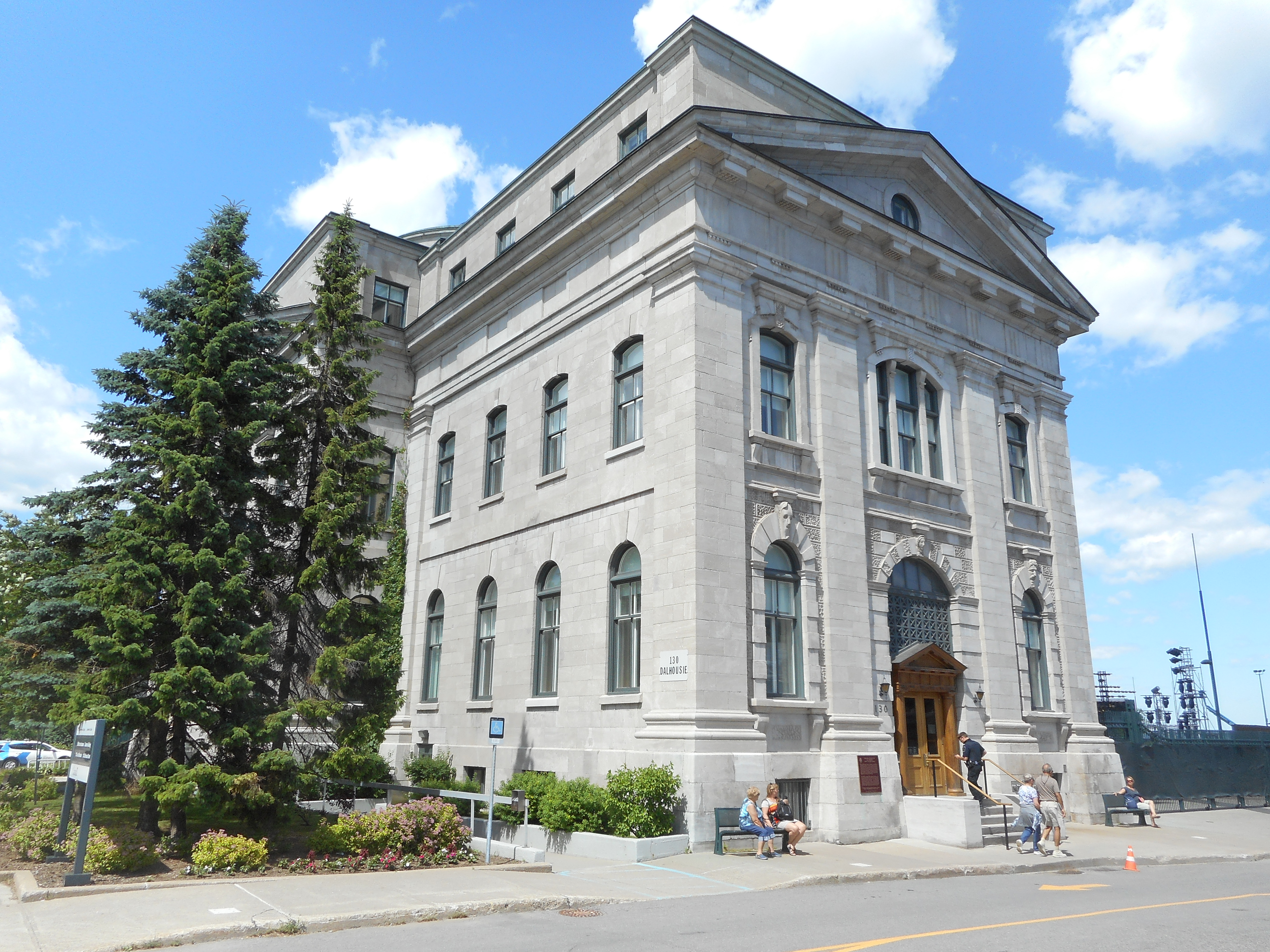
Côté sud
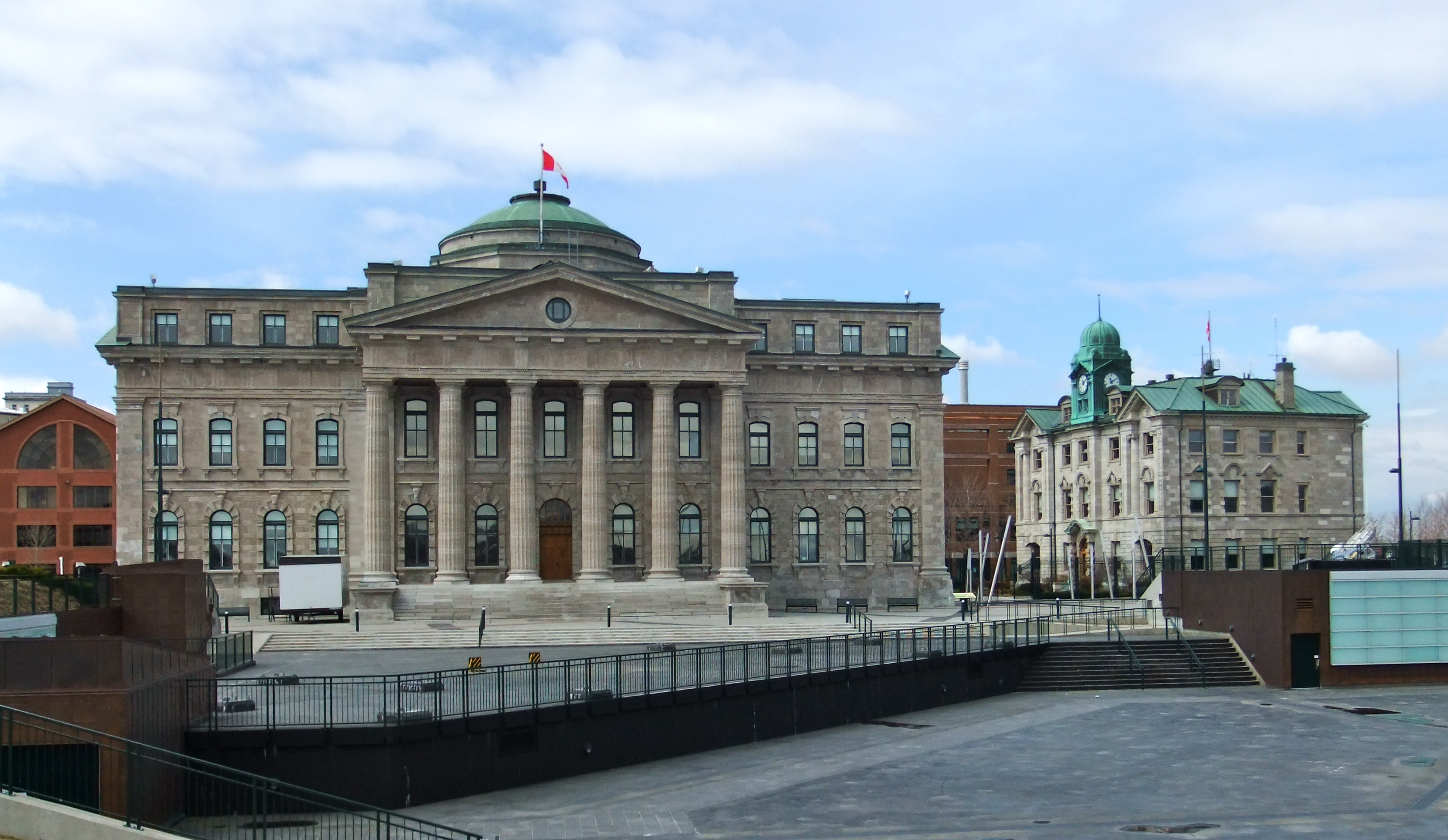
Façade